# Żywieckie Przedmieście
Żywieckie Przedmieście (niem. Saybuscher Vorstadt) – część śródmieścia Bielska-Białej położona na południe od Starego Miasta, historyczne przedmieście miasta Bielska. Zostało wydzielone z Górnego Przedmieścia w roku 1824. W XIX i XX wieku stanowiło w dużej mierze dzielnicę przemysłową. Administracyjnie wchodzi w skład osiedli (jednostek pomocniczych gminy) Śródmieście Bielsko, Osiedle Słoneczne oraz Bielsko Południe.

## Położenie
Historyczne granice Żywieckiego Przedmieścia odzwierciedla kształt obrębu ewidencyjnego o tej nazwie (kod TERYT 246101_1.0006) niezmieniony od czasu wprowadzenia nowego podziału katastralnego miasta w 1824. Biegną one:
- na północy: linią dawnych murów obronnych wzdłuż ulicy Zamkowej, przez ulicę Schodową i plac św. Mikołaja – granica ze Starym Miastem; w nieregularny sposób od 0 do 200 m na południe od ulicy Cieszyńskiej – granica z Górnym Przedmieściem; ulicą 1 Maja od początku do wysokości nr 20, następnie odbijając ku Białej – granica z Dolnym Przedmieściem
- na wschodzie: rzeką Białą – granica z Lipnikiem (w rozumieniu obrębu ewidencyjnego, w praktyce chodzi o Osiedle Grunwaldzkie i Leszczyny)
- na południu: potokiem Kamieniczanka
- na zachodzie: ulicą Henryka Siemiradzkiego, Grażyny i końcowym odcinkiem Kamienickiej

W skład Żywieckiego Przedmieścia wchodzi również obszar pomiędzy rzeką Białą a ulicą Leszczyńską, na którym znajduje się kompleks przemysłowy dawnej Apeny, koszary 18 Batalionu Powietrznodesantowego i centrum handlowe Gemini Park. Stanowił on historycznie enklawę Bielska na prawym, „bialskim”, brzegu rzeki. Ze względu na swoje specyficzne położenie jest jednak w powszechnym obiegu określany jako przynależny do Leszczyn.
Zgodnie z uchwalonym w 2002 podziałem na osiedla (jednostki pomocnicze gminy) Żywieckie Przedmieście należy do osiedli:
- Śródmieście Bielsko – część północno-wschodnia ograniczona ulicami Sikorskiego, Partyzantów i końcowym odcinkiem 1 Maja
- Osiedle Słoneczne – część północno-zachodnia ograniczona ulica Sikorskiego, Partyzantów i Michałowicza
- Bielsko Południe – na południe od ulicy Michałowicza i końcowego odcinka 1 Maja
- Leszczyny – enklawa na prawym brzegu Białej

Żywieckie Przedmieście było w przeszłości określane również nazwą Blich (Bleiche). Dzisiejsza ulica Partyzantów, główna oś komunikacyjna dzielnicy, nosiła przed 1945 nazwy Bleichstraße, Blichowa, Auf der Bleiche, a obecny plac Adama Mickiewicza nazywano placem Blichowym / Bleichplatz.
Ukształtowały się także inne nazwy miejscowe na określenie poszczególnych fragmentów przedmieścia:
- Pastornak – dzisiejsza ulica 1 Maja[5]
- Kozielec / Purzelberg – rejon wokół dzisiejszej ulicy Józefa Lompy[6]
- Sikornik / Maisengrund – część północno-zachodnia wokół płynącego doliną potoku[7]
- Zennerberg – dzisiejsza ulica Władysława Sikorskiego[8][9]
- Wzgórze Młyńskie / Mühlberg – wzgórze w rejonie dzisiejszej ulicy Widok[10][11]

Z nich tylko Sikornik funkcjonuje do dziś oficjalnie jako nazwa ulicy.

## Historia

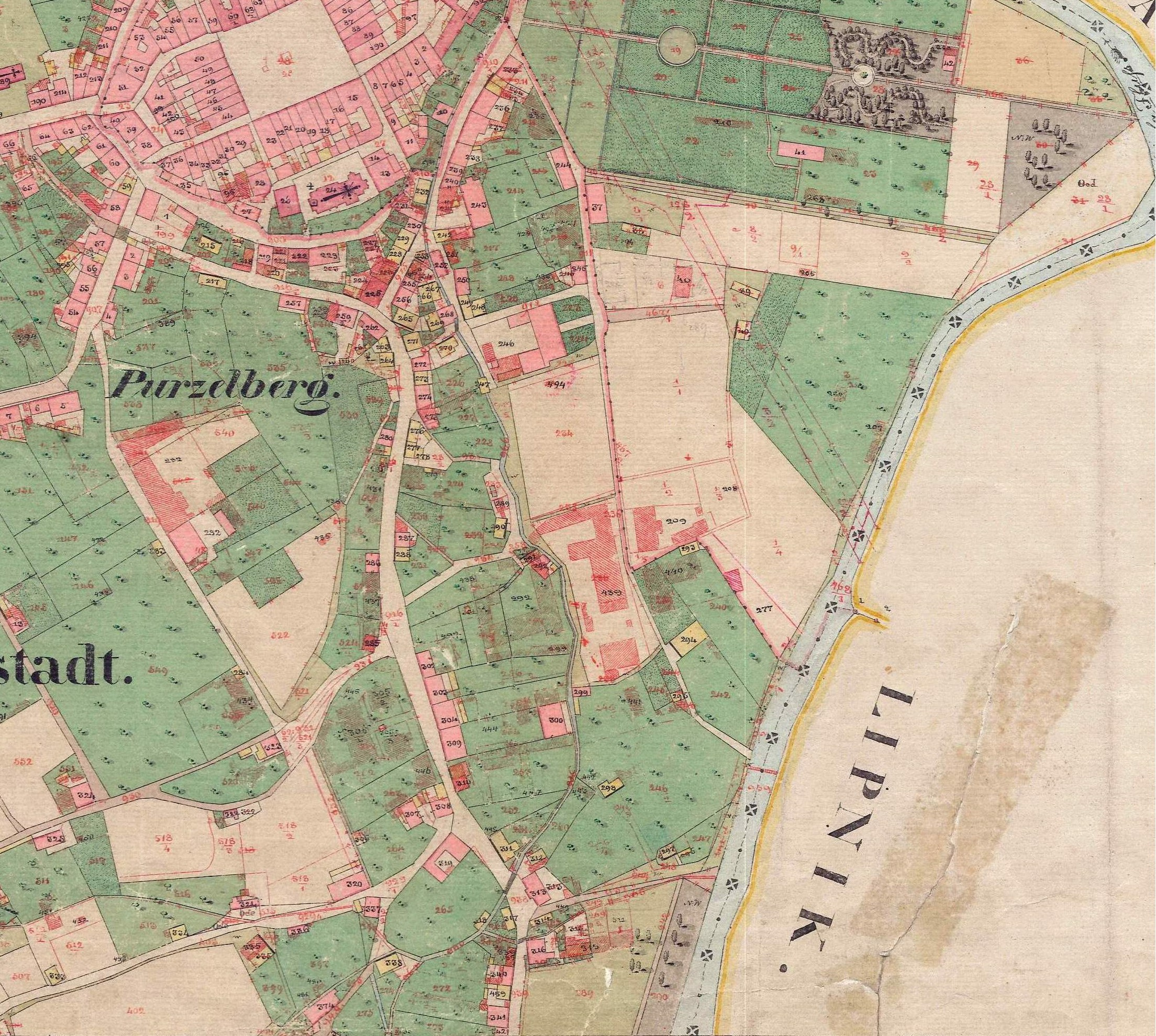
Żywieckie Przedmieście na mapie katastralnej z 1836 z ręcznie naniesionymi zmianami do około 1885 roku

Historyczna nazwa dzielnicy Blich pochodzi od „blichowania”, czyli bielenia płócien rozkładanych w tym celu na łąkach nad rzeką Białą. Obszar ten zaliczano do Górnego Przedmieścia. W 1808 był jedynym fragmentem Bielska, którego nie uszkodził wielki pożar miasta. Jego rozwój w okresie rewolucji przemysłowej wiązał się nie tylko z korzystnym położeniem nad rzeką, ale też z płynącymi równolegle do niej młynówkami. Jedna wypływała w okolicy obecnego mostu na ulicy Leszczyńskiej i dalej wzdłuż ulic Partyzantów i Batorego. Druga miała początek w Kamienicy i płynęła wzdłuż ulicy Młyńskiej. W rejonie dzisiejszego skrzyżowania ulicy Młyńskiej i Batorego obie łączyły się z potokiem płynącym pomiędzy wzgórzami Młyńskim i Kozielec, a następnie jako już jedna Młynówka (Mühlgraben) przecinały Żywieckie Przedmieście, by w końcu pod bielskim zamkiem połączyć się z potokiem Niper. Do pierwszych zmechanizowanych zakładów, które z tego cieku korzystały, należała założona w 1822 farbiarnia Franza Mänhardta i fabryka obić zgrzebnych Karla Wolfa. Pomiędzy 1881 a 1904 Młynówka została w kilku etapach skanalizowana i na zawsze zniknęła z krajobrazu Żywieckiego Przedmieścia.
Żywieckie Przedmieście jako osobna dzielnica katastralna zostało wydzielone w 1824. W 1851 liczyło sobie 1842 mieszkańców (25,2% wszystkich bielszczan) w 148 budynkach. Do roku 1910 liczba mieszkańców wzrosła do 4924, z tego 88,0% niemiecko-, 11,2% polsko- i 0,7% czeskojęzycznych; 59,4% katolików, 29,3% protestantów i 10,9% żydów.

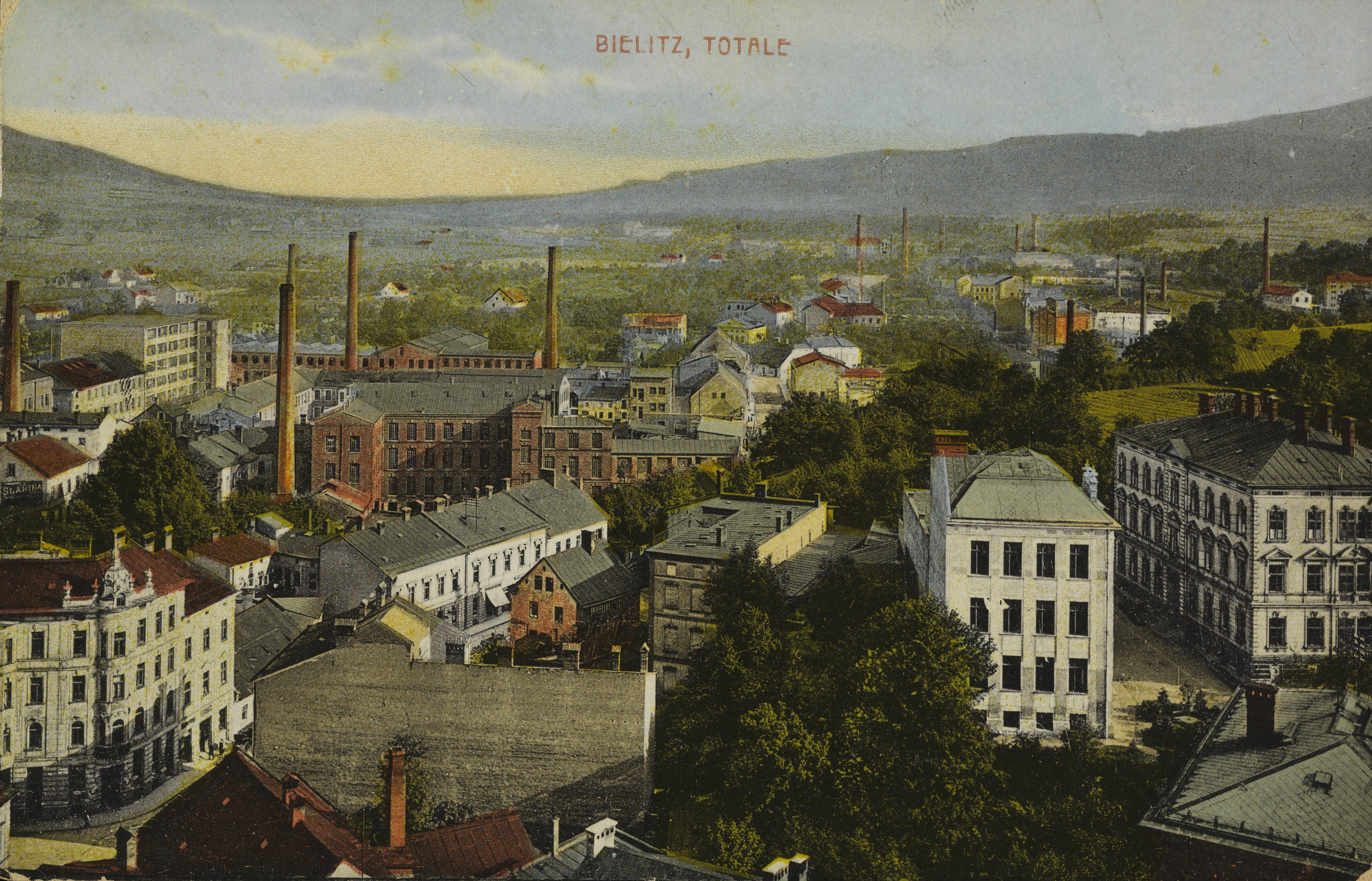
Widok na Żywieckie Przedmieście około 1915

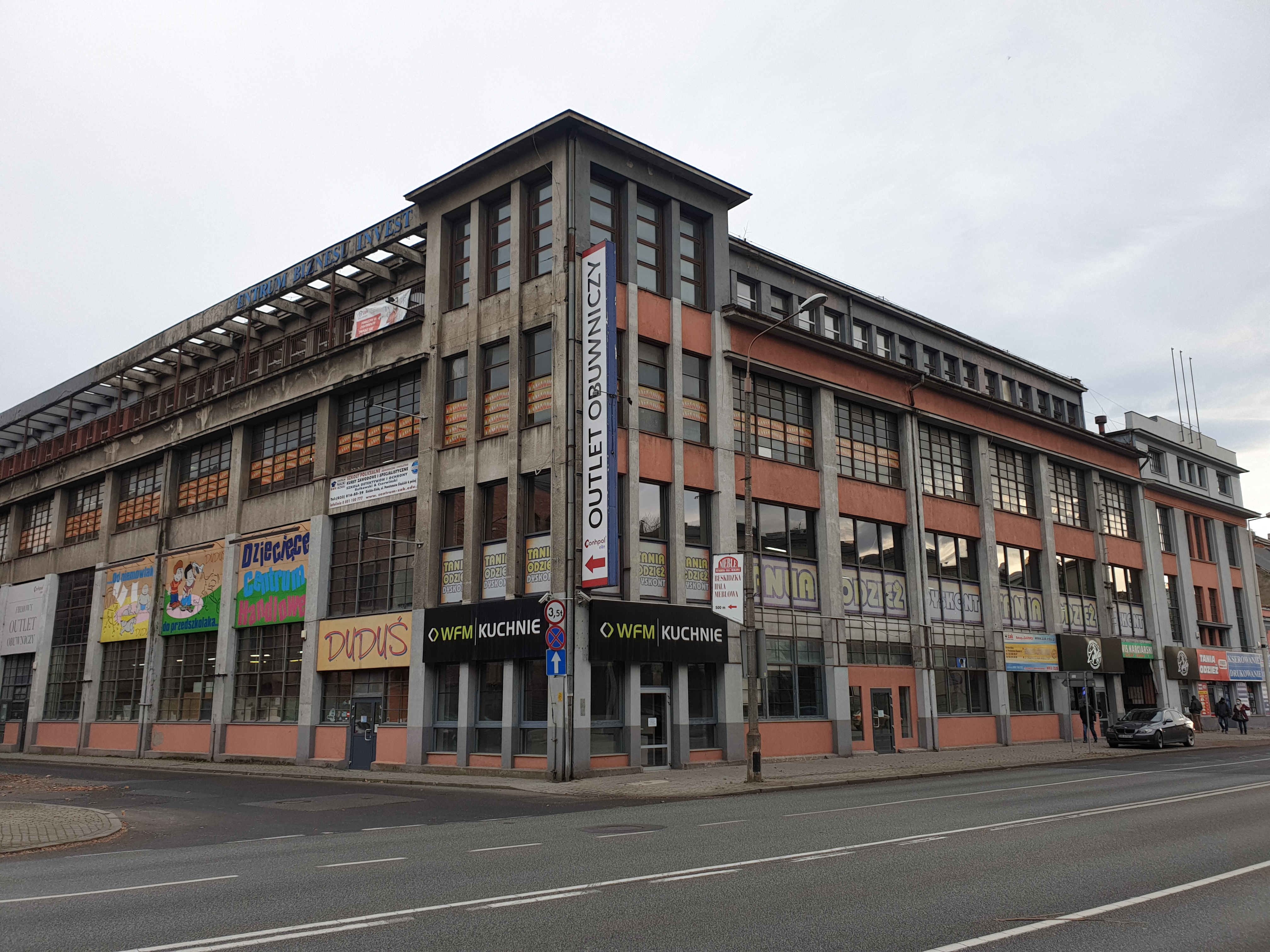
Dawna fabryka maszyn Gustav Josephy’s Erben (w PRL Befama)

Dzielnica miała w dużej mierze przemysłowy charakter, do największych zakładów należała fabryka maszyn Gustav Josephy’s Erben założona w 1851 i zajmująca po rozbudowach cały kwartał w rejonie dzisiejszej ulicy Powstańców Śląskich oraz drugi w rejonie ulicy Sikornik (później znana jako Befama). Występowała tu jednak również zabudowa kamieniczna i willowa, najbardziej reprezentacyjny charakter miała ulica Pastornak (dziś 1 Maja), przy której wzniesiono m.in. gmach poczty (1898) i Banku Austro-Węgierskiego (1900). W latach 1892–1911 w rejonie dzisiejszych ulic Michałowicza, Robotniczej i Kamińskiego powstało jedyne w Bielsku typowe osiedle robotnicze z budynkami typu familok. W sąsiedztwie miejskiej elektrowni uruchomionej w 1893 przy dzisiejszej ulicy Partyzantów powstała dwa lata później zajezdnia dla bielskiej sieci tramwajowej. W 1895 rozpoczęto też urządzanie Alei na Blichu – dzisiejszego Parku Włókniarzy. Po wyburzeniu dotychczasowej zabudowy urządzono w latach 1896–1908 nowy miejski plac na Żywieckim Przedmieściu, nazwany na cześć Gustava Josephy’ego, a obecnie noszący nazwę Żwirki i Wigury. W 1902 rozpoczęto budowę koszar kawalerii, które zajęły prawobrzeżną enklawę dzielnicy. Na Żywieckim Przedmieściu ulokowany został Dom Robotniczy oraz Dom Polski skupiający organizacje społeczne mniejszości polskiej w Bielsku. W 1914 doszło w tym rejonie do zamieszek określanych jako bitwa nad Białą. W 1928 na placu Blichowym (obecnie Mickiewicza) odsłonięto jedyny w międzywojennej Polsce pomnik Gabriela Narutowicza, który istniał do 1939, a w okresie powojennym stanął na jego cokole pomnik Adama Mickiewicza.

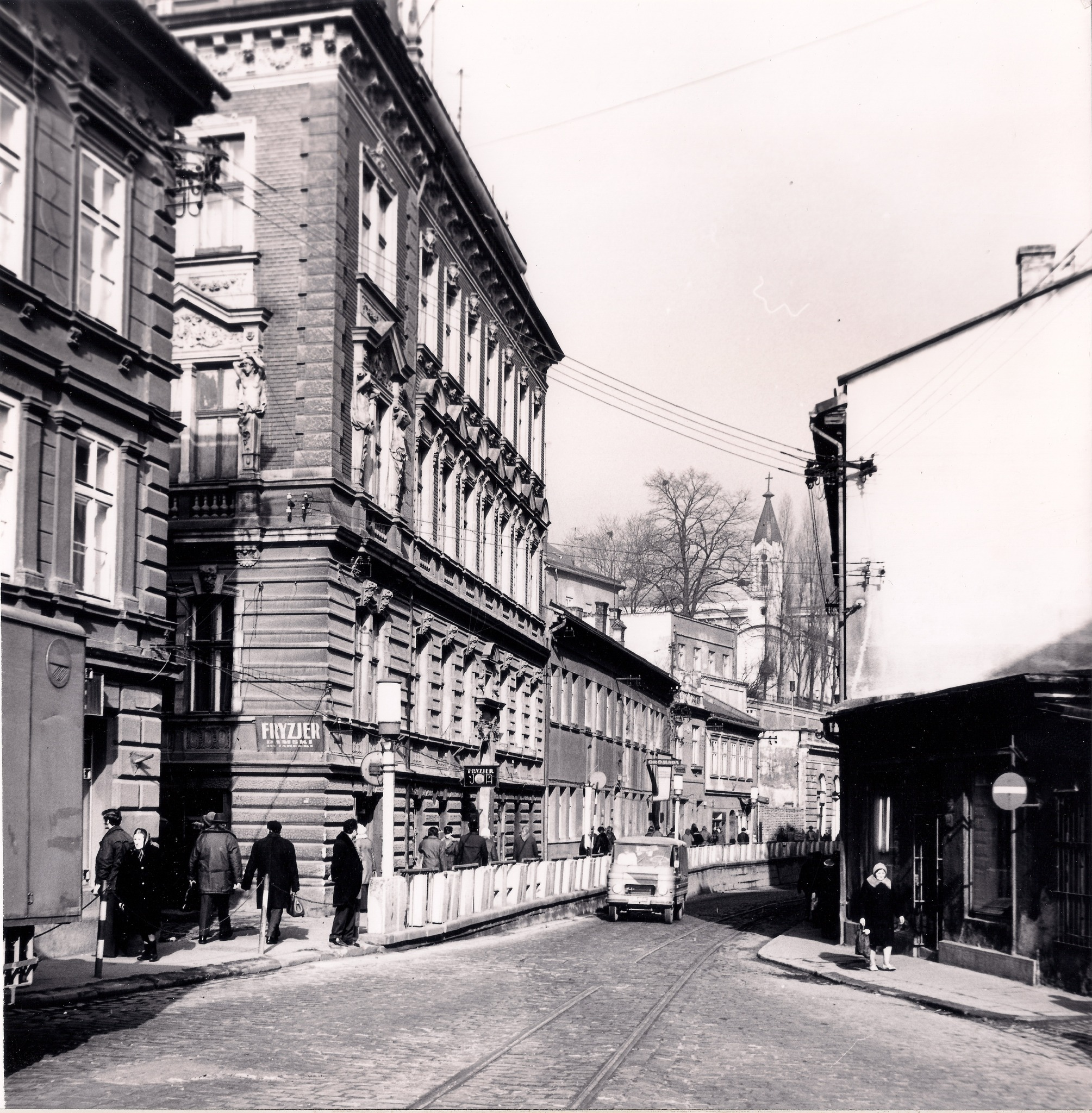
Ulica Zamkowa przed poszerzeniem (początek lat 70. XX wieku)

Do poważnych przekształceń urbanistycznych Żywieckiego Przedmieścia doszło w latach 1972–1974 w związku z przebudową układu komunikacyjnego. Ulica Partyzantów została przekształcona w dwupasmową przelotową drogę, co pociągnęło za sobą wyburzenie wielu obiektów po całej jej długości, włącznie z Domem Polskim i Bazarami Zamkowymi. Zmieniła się też struktura placu Żwirki i Wigury, a w sąsiedztwie placu Mickiewicza powstało ruchliwe skrzyżowanie. W północno-zachodniej części dzielnicy wybudowano wielkopłytowe osiedle mieszkaniowe nazywane od pobliskiej ulicy osiedlem Michałowicza. Epoka po 1989 wiąże się przede wszystkim z likwidacją zakładów przemysłowych na Żywieckim Przedmieściu, których obiekty zostały zaadaptowane na cele handlowo-usługowe, rzadziej mieszkalne czy kulturalne, a w niektórych przypadkach (jak kompleks ZPW Merilana przy ulicy Młyńskiej) wyburzone.

## Zabytki i atrakcje turystyczne
- Stara Fabryka (dawniej Muzeum Techniki i Włókiennictwa)
- Dom Kultury Włókniarzy w dawnym dworku Franza Mänhardta (1822)
- Regionalny Ośrodek Kultury
- gmach Poczty Polskiej przy ulicy 1 Maja 1 (1898)
- kamienica Karla Mikscha (Allegri) przy ulicy Zamkowej 8 (1897)
- willa Karla Wolfa przy ulicy Lompy 13 (1920)
- Grępielnia – kompleks fabryczno-willowy przy ulicy Partyzantów 20–24 (1870)

- Park Włókniarzy
- osiedle robotnicze przy ulicy Michałowicza, Robotniczej i Kamińskiego (1892–1911)

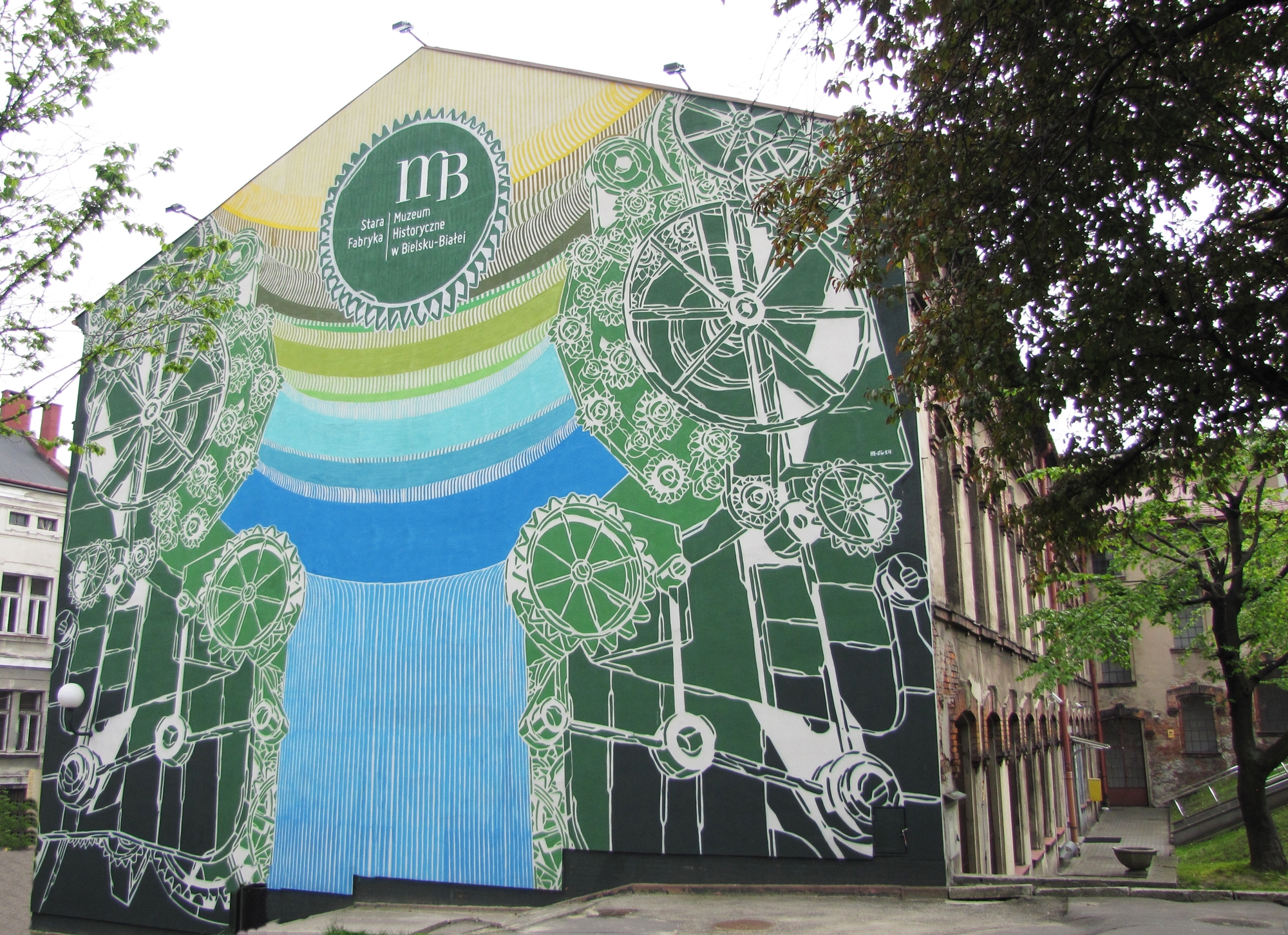
Stara Fabryka
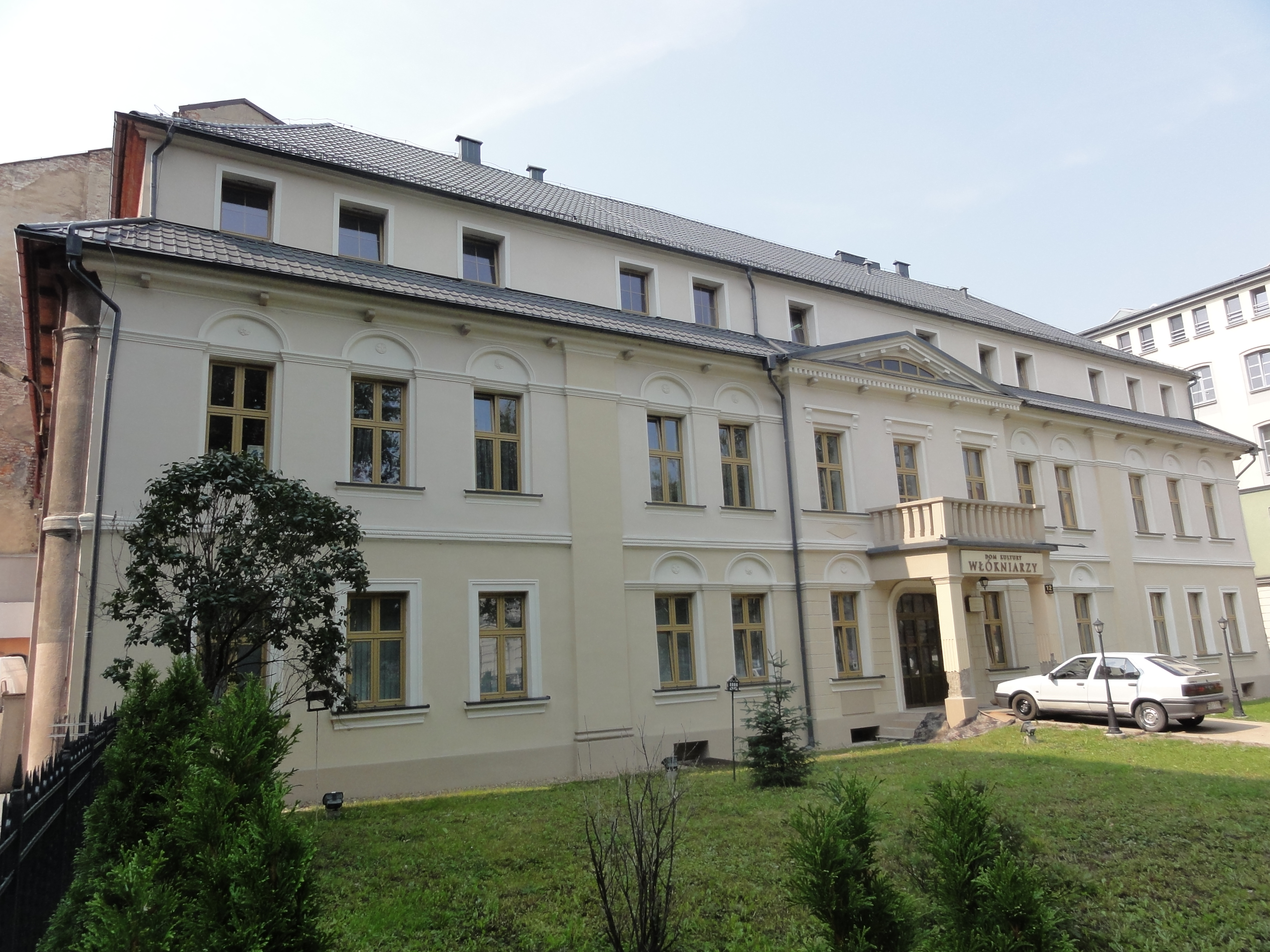
Dom Kultury Włókniarzy
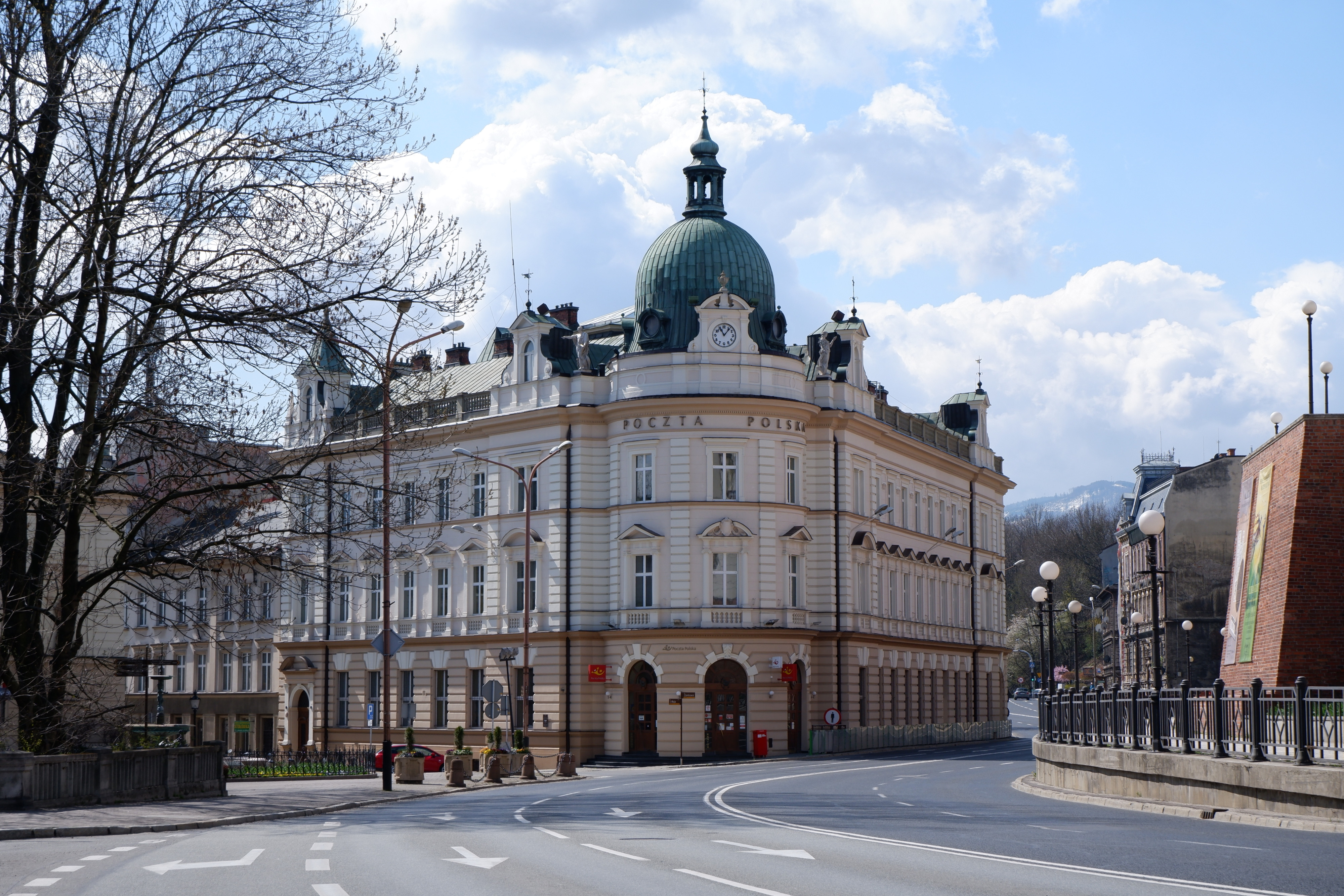
Gmach poczty
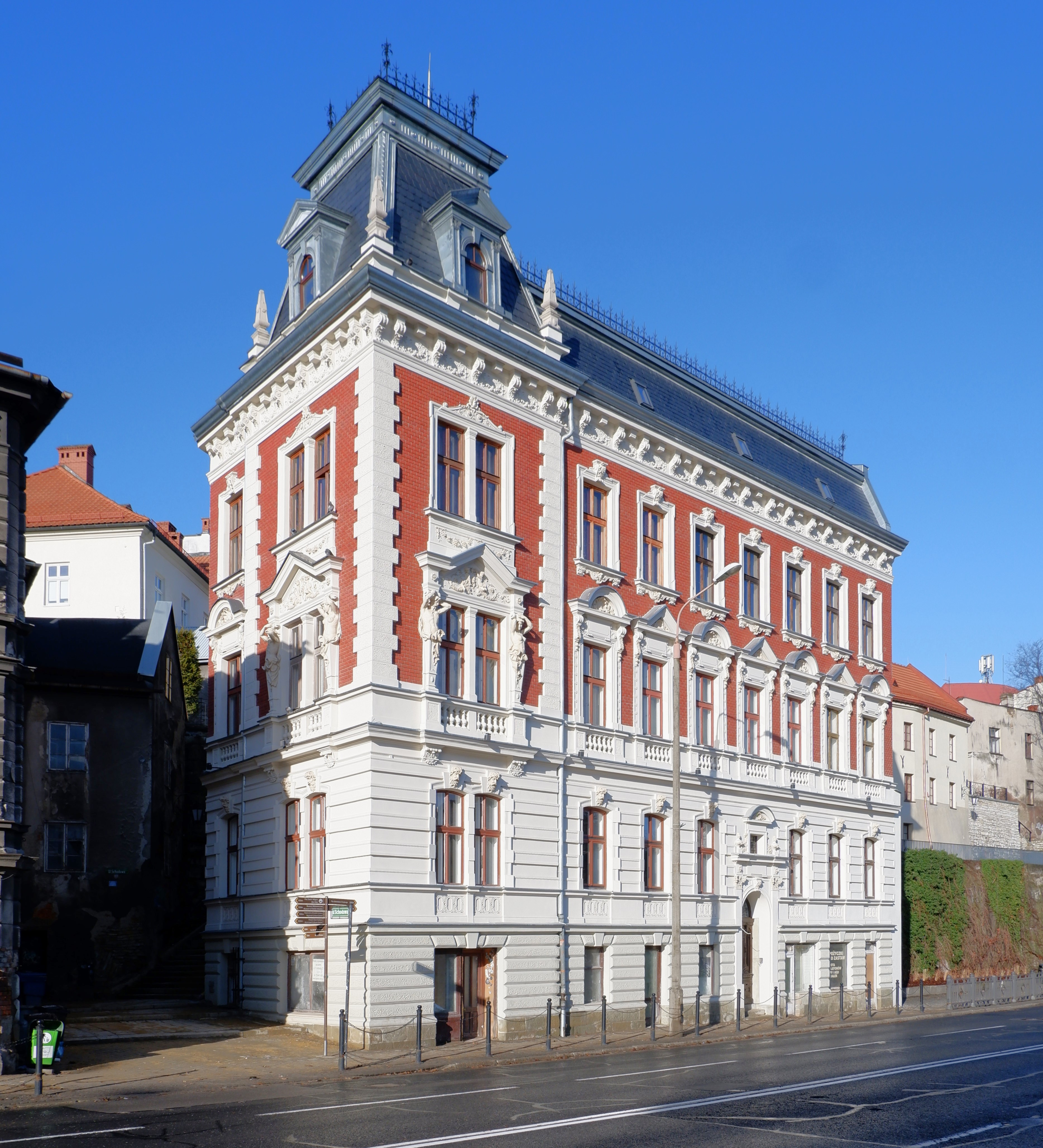
Kamienica Mikscha
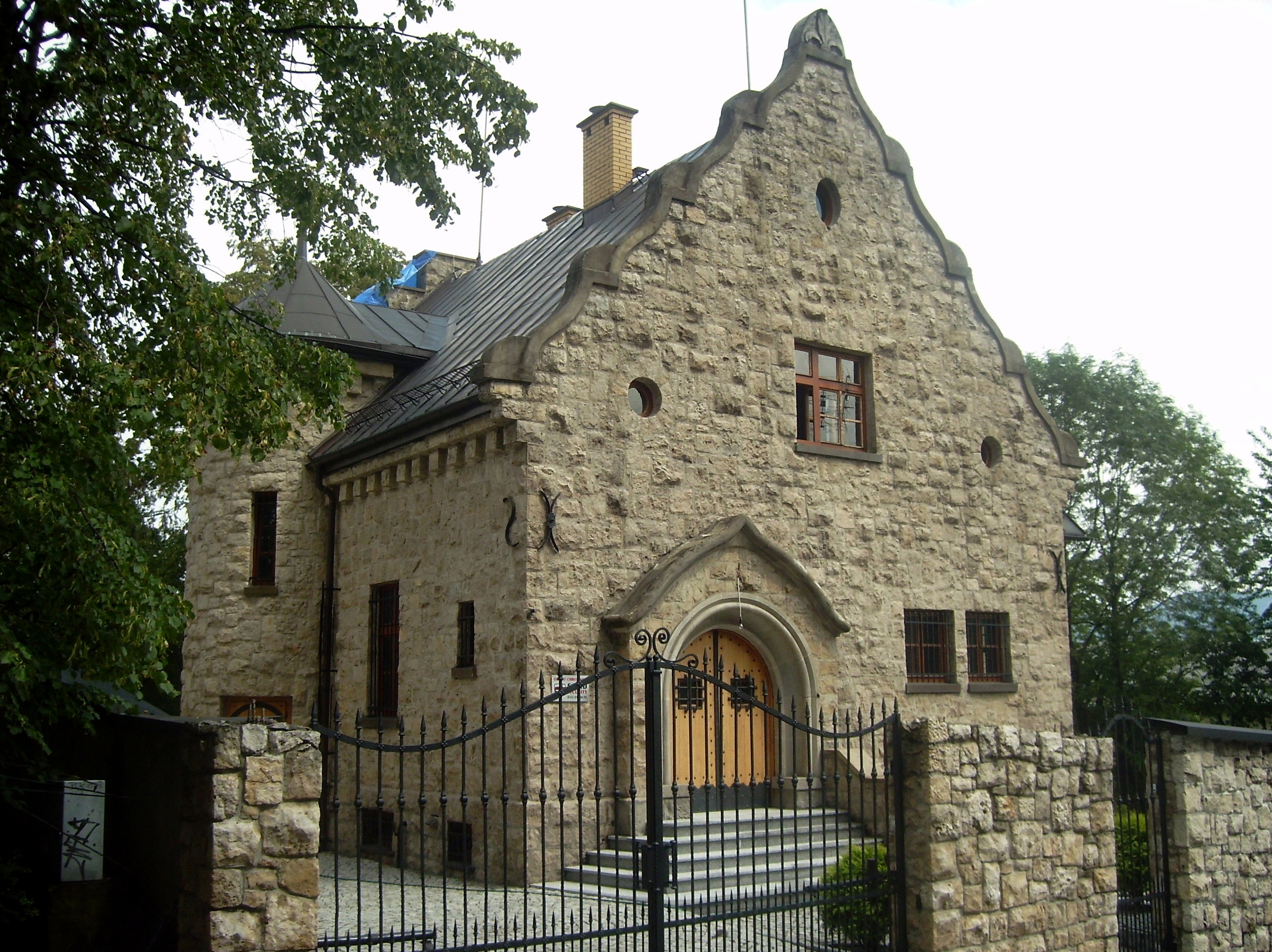
Willa Karla Wolfa
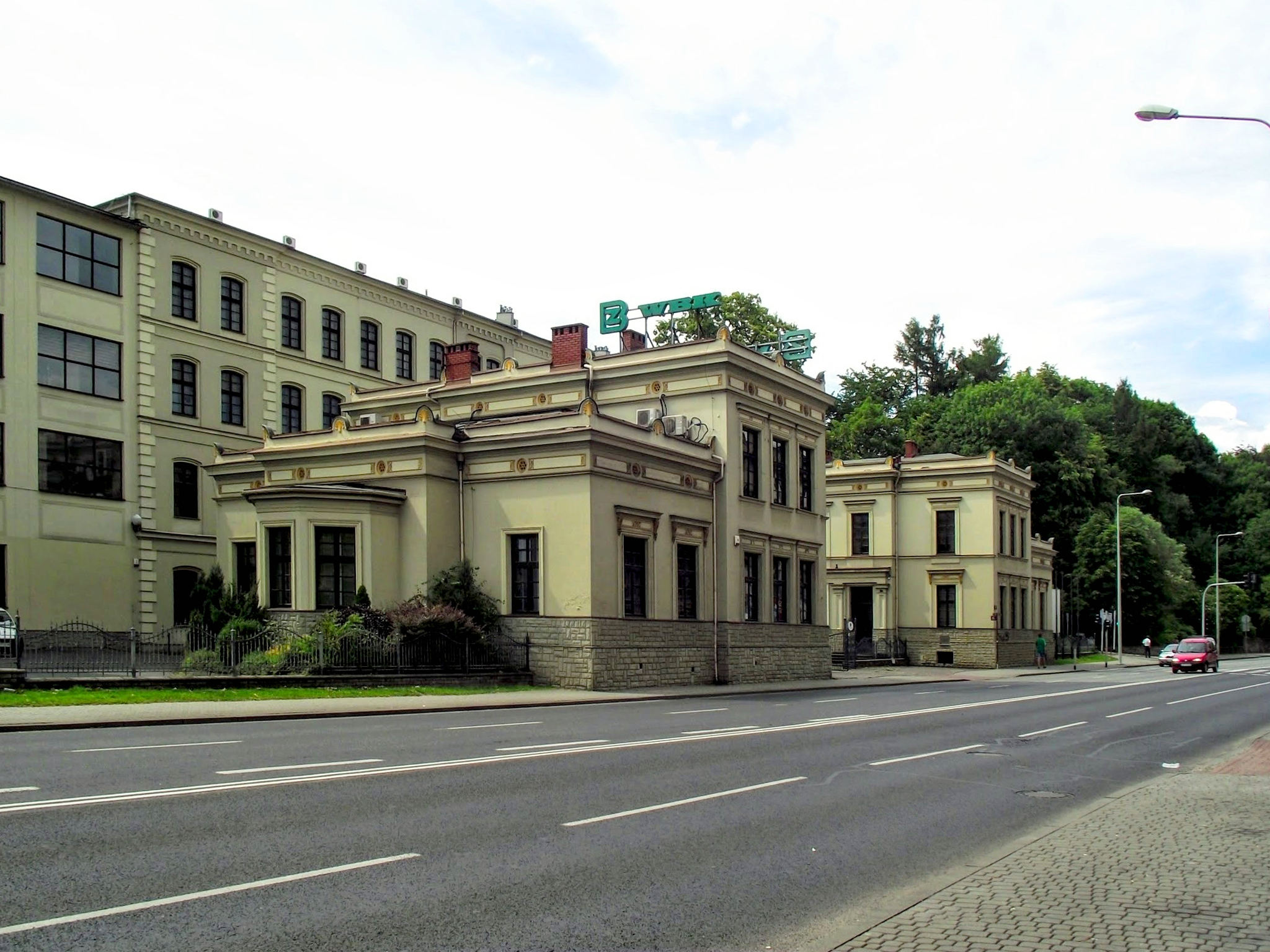
Grępielnia
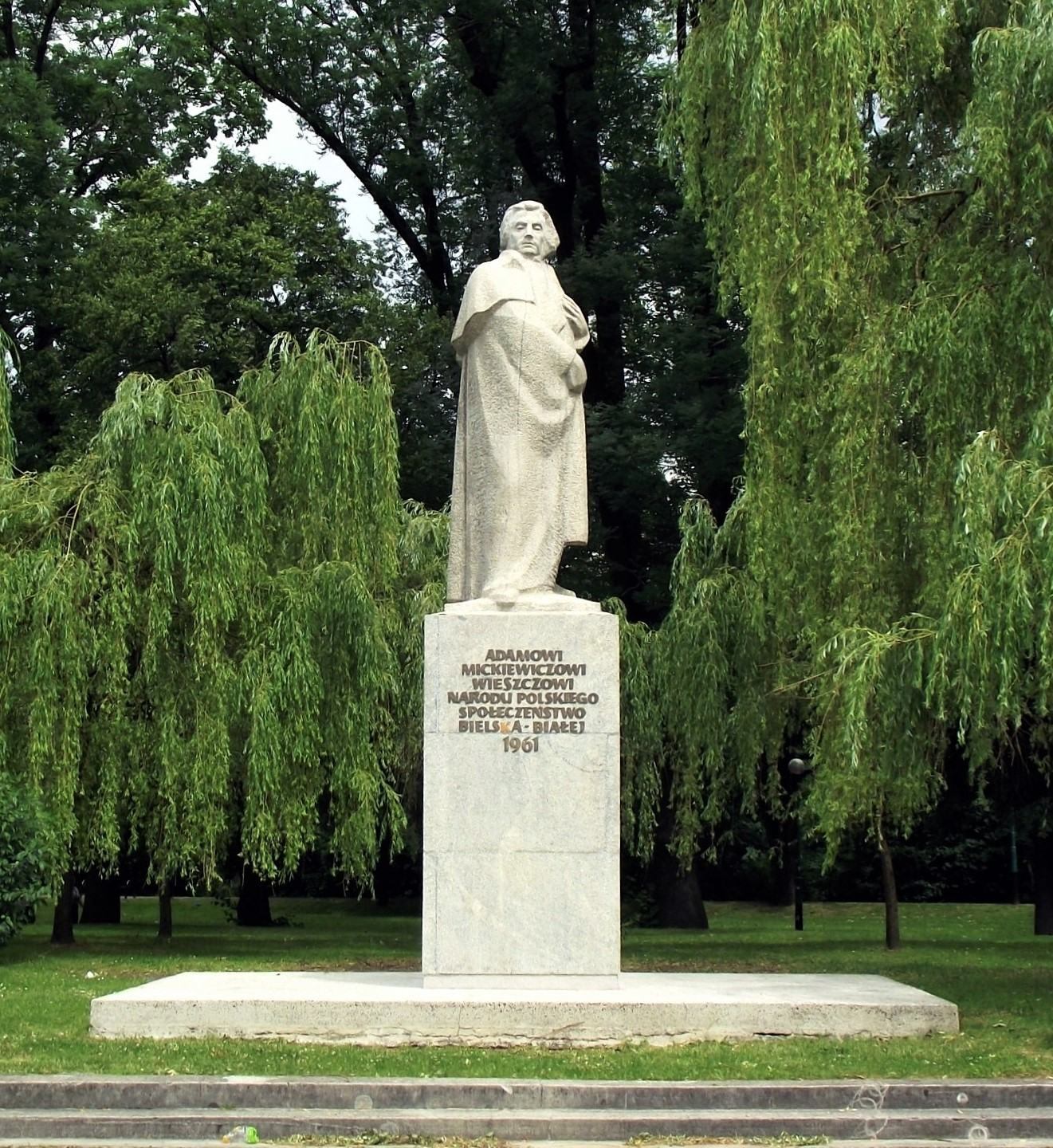
Pomnik Adama Mickiewicza w Parku Włókniarzy
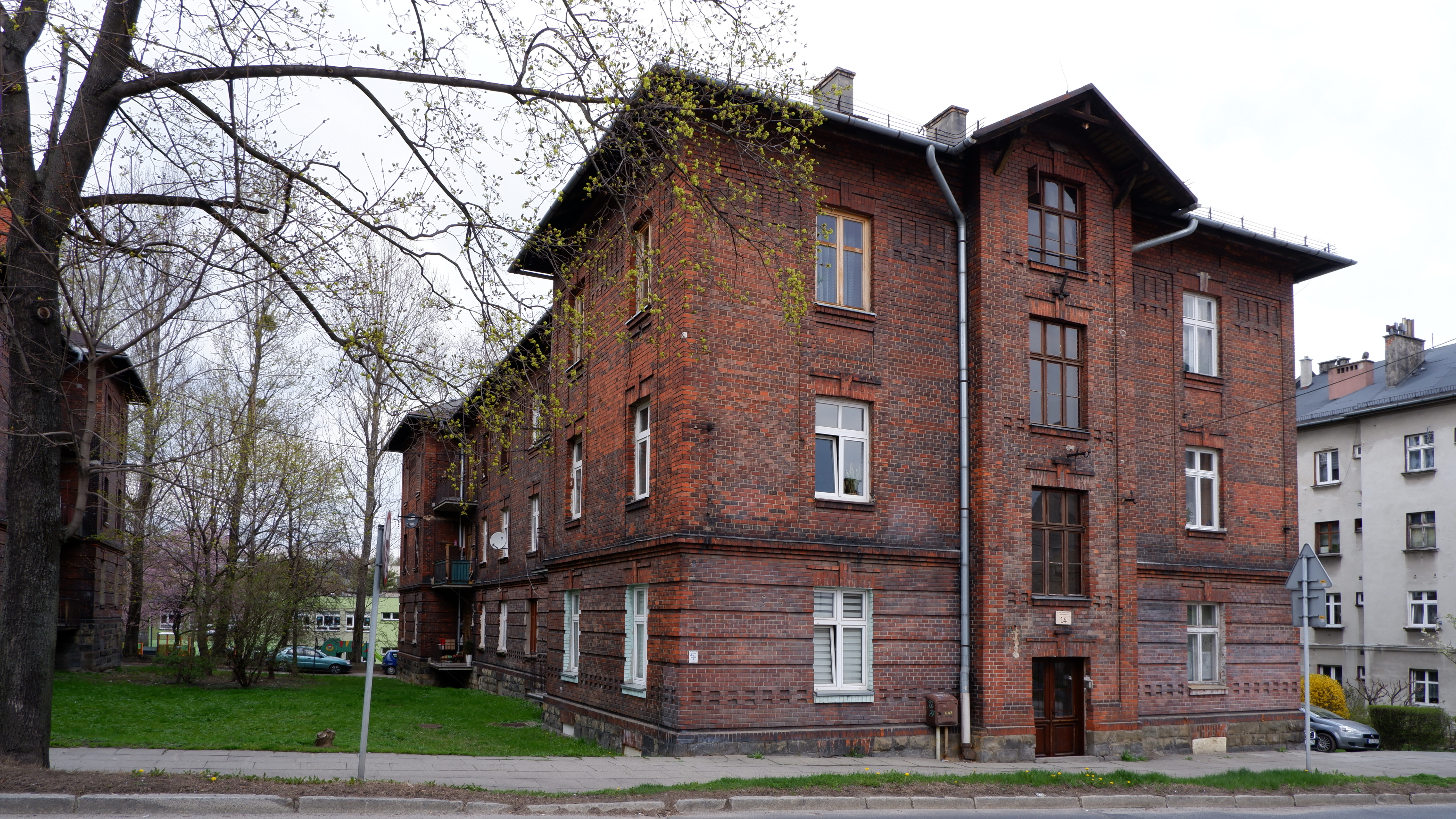
Osiedle robotnicze